# Sergej Sergejew
Sergej Sergejew (belarussisch Сяргей Сяргееў, englische Transkription: Sergej Sergeev; * 28. März 1969 in Minsk) ist ein ehemaliger belarussisch-deutscher Volleyball- und Beachvolleyballspieler. 1999 war er deutscher Vizemeister im Sand.

## Karriere Halle
Sergejew spielte seit den 1990er Jahren Volleyball in Deutschland. Mit der SG Rupenhorn Berlin gelang dem Zuspieler 1995 der Aufstieg in die 1. Bundesliga. Später war er Spielertrainer beim Regionalligisten TSV Spandau 1860. In der Saison 2002/03 war Sergejew beim Bundesligisten Volley Dogs Berlin aktiv.

## Karriere Beach
Auch im Beachvolleyball war Sergejew mit Berliner Partnern aktiv. Von 1998 bis 2000 war Falk Zimmermann sein Partner, mit dem er 1999 den zweiten Platz bei der deutschen Meisterschaft in Timmendorf erreichte und 2000 das Masters-Turnier in Berlin gewann. 2001 und 2002 spielte Sergejew zusammen mit Sven Anton. 2003 trat er nochmal mit Zimmermann an.